# Dieter Buschmann
Dieter Buschmann (* 22. Februar 1938) ist ein ehemaliger deutscher Fußballspieler.

## Karriere

### Vereine
Buschmann gehörte Eintracht Gelsenkirchen an und bestritt in der seinerzeit zweitklassigen Regionalliga West Punktspiele. Sein Debüt in dieser Spielklasse für den Liganeuling gab er am 9. August 1964 (1. Spieltag) beim 2:0-Sieg im Heimspiel gegen Alemannia Aachen; sein erstes Tor erzielte er am 20. September 1964 (7. Spieltag) beim 1:1-Unentschieden im Heimspiel gegen den SC Viktoria Köln mit dem Treffer zum Endstand in der 41. Minute. In einem Teilnehmerfeld von 18 Mannschaften schloss seine Mannschaft auf Platz 13 ab; er bestritt in seiner Premierensaison 33 Punktspiele und erzielte fünf Tore. 

### Nationalmannschaft
Buschmann nahm 1956 mit der DFB-Jugendauswahl „A“ am UEFA-Juniorenturnier in Ungarn teil. Sein Debüt als Nationalspieler gab er am 28. März in Budapest beim 0:0-Unentschieden gegen die Auswahl Ungarns. Zwei Tage später bestritt er in Székesfehérvár das mit 1:0 gewonnene Spiel gegen die Auswahl Bulgariens, wie auch am 31. März in Sztálinváros das mit 1:2 verlorene Spiel gegen die Auswahl Englands.